# Salamini italiani alla cacciatora
I salamini italiani alla cacciatora sono un preparato a base di carne a denominazione di origine protetta (DOP).

## Descrizione
Si tratta di un prodotto tipico della salumeria italiana, comunemente chiamato anche Cacciatore o anche molto spesso Cacciatorino per via delle dimensioni piccole, che deve il suo nome alla tradizione secondo cui un tempo costituiva il pasto dei cacciatori, che usavano custodirlo nella propria bisaccia durante le battute di caccia. Le uniche denominazioni ammesse per la produzione DOP sono due: 'Salamini italiani alla cacciatora DOP' o 'Salame Cacciatore DOP'. Erroneamente vengono definiti 'cacciatorini' tutti i salami di piccola pezzatura, anche quando non rispettano il disciplinare di produzione.
I Salamini italiani alla cacciatora DOP si caratterizzano per essere dei salamini piccoli, morbidi, dal gusto dolce e saporito, ricchi di proteine nobili (minimo 20%).
La Denominazione di Origine Protetta assicura che la produzione avvenga nel rispetto di regole ben precise, stabilite da un apposito disciplinare, e sotto il controllo di un organismo autorizzato dal Ministero delle politiche agricole alimentari e forestali.
I Salamini italiani alla cacciatora sono anche tutelati da un consorzio, il Consorzio Cacciatore, che svolge attività di informazione, tutela, promozione e valorizzazione del prodotto, nonché di vigilanza contro le possibili imitazioni o usi impropri della denominazione.

## Valori nutrizionali
Dalle analisi svolte dall'INRAN (ora CREA-NUT) pubblicate nel 2011, la composizione a livello nutrizionale dei Salamini alla Cacciatora DOP è sensibilmente cambiata, rispetto alle analisi precedenti (1993). Essi sono ricchi di proteine nobili, di importanti minerali e di tutte le vitamine del gruppo B. Il contenuto di sale, grassi e colesterolo si è ridotto progressivamente, mentre risulta rilevante dalle analisi 2011 la presenza di acidi grassi monoinsaturi.
Per 100g di prodotto
- Energia = 411 kcal
- Proteine = 28,4 g
- Carboidrati = 0,7 g
- Lipidi = 32,7 g
- Saturi totali = 12,2 g
- Vitamina B6 = 0,9 mg
- Vitamina B12 = 0,5 mg

fonte: Tabelle nutrizionali dei salumi italiani - INRAN 2011